# Jaguar D-Type
El Jaguar D-Type es un automóvil deportivo de competición británico producido por Jaguar Cars Ltd. entre 1954 y 1957. Diseñado por el ingeniero jefe y director técnico William Heynes específicamente para ganar las 24 Horas de Le Mans, compartió el motor de seis cilindros en línea XK y muchos componentes mecánicos con su predecesor, el C-Type. Su estructura, sin embargo, era radicalmente diferente, con el diseño de Heynes basado en una innovadora construcción monocasco y en una aerodinámica fluida, que integraba tecnologías procedentes de la aviación, incluyendo en algunos casos distintivas superficies estabilizadoras.
La cilindrada del motor comenzó en 3.4 litros, se amplió a 3.8 L en 1957 y se redujo a 3.0 L en 1958, cuando en Le Mans se limitaron los motores de los automóviles deportivos de carreras a ese máximo. Los D-Type ganaron Le Mans en 1955, 1956 y 1957. Después de que Jaguar se retirara temporalmente de las carreras como equipo de fábrica, la compañía ofreció los D-Type restantes sin terminar como versiones XKSS legales para la calle, cuyo equipamiento les permitía participar en carreras de coches deportivos de producción en serie en América. En 1957, 25 de estos automóviles estaban en varias etapas de finalización cuando un incendio en una fábrica destruyó nueve de ellos.
Se piensa que la producción total ascendió a 71 unidades del D-Type, incluidos 18 para los equipos de fábrica y 53 para los privados [cita requerida] (más 16 D-Type adicionales que se convirtieron en versiones XKSS legales para la carretera). Se cita a Jaguar declarando que fabricó 75 unidades del D-Type.

## Diseño

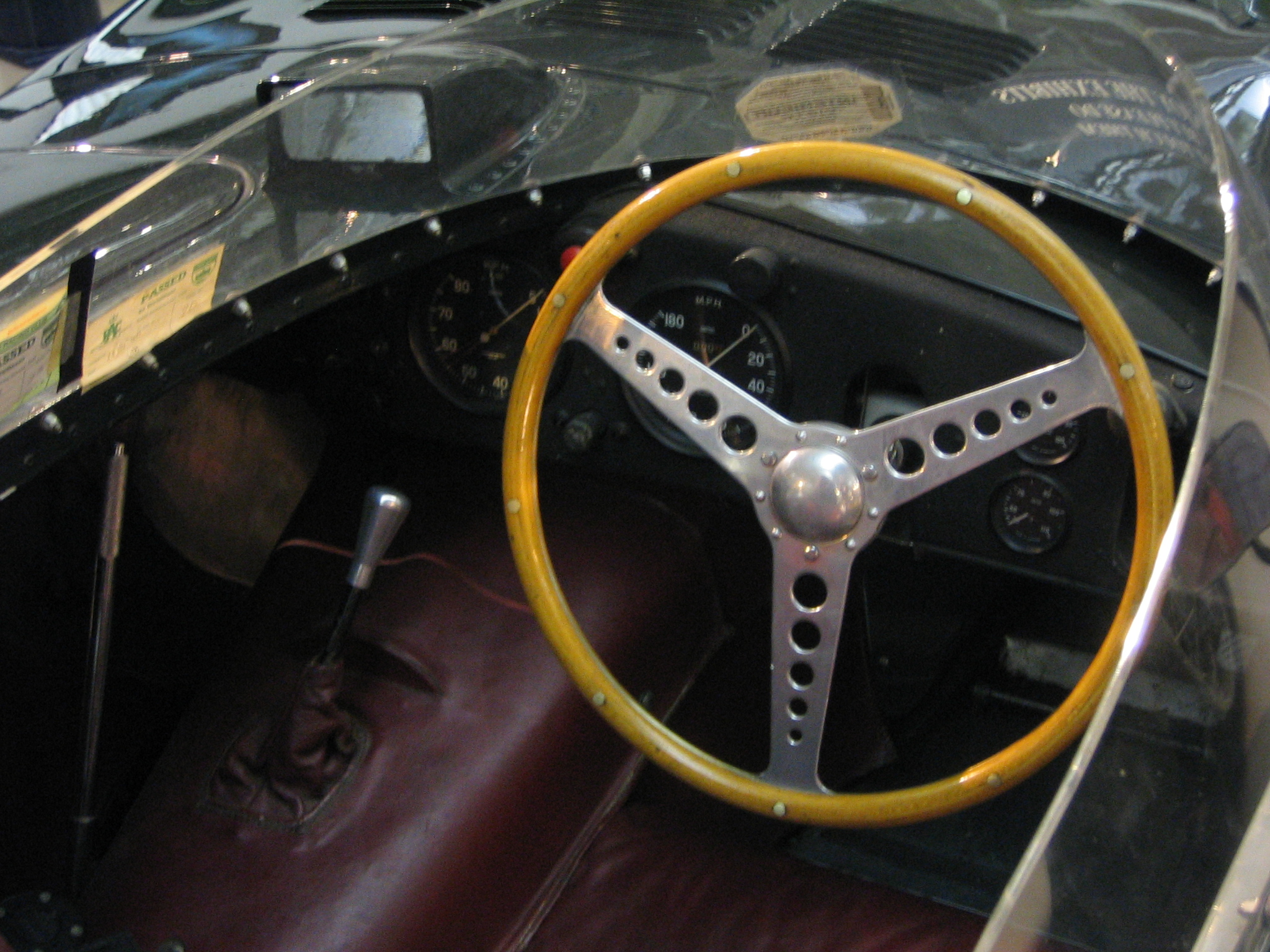
Interior (D-Type de 1955)

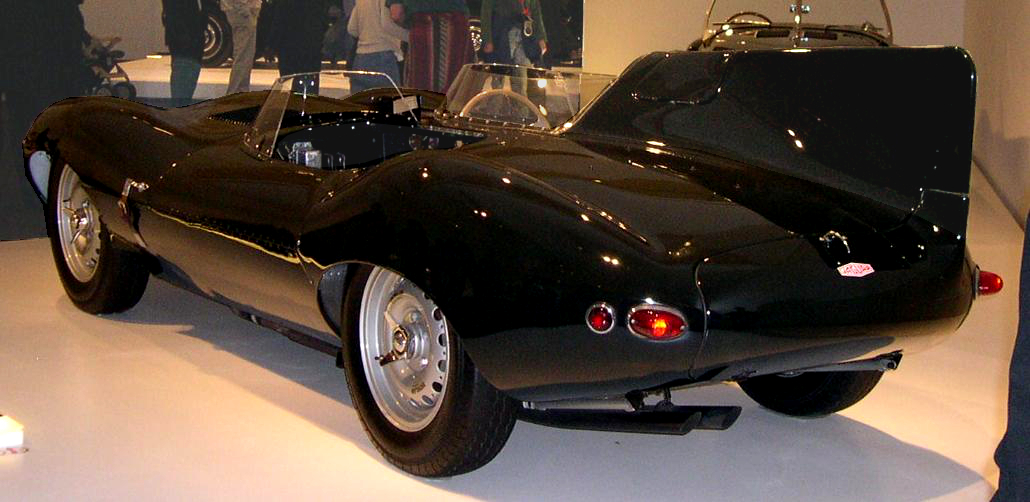
Aleta estabilizadora posterior

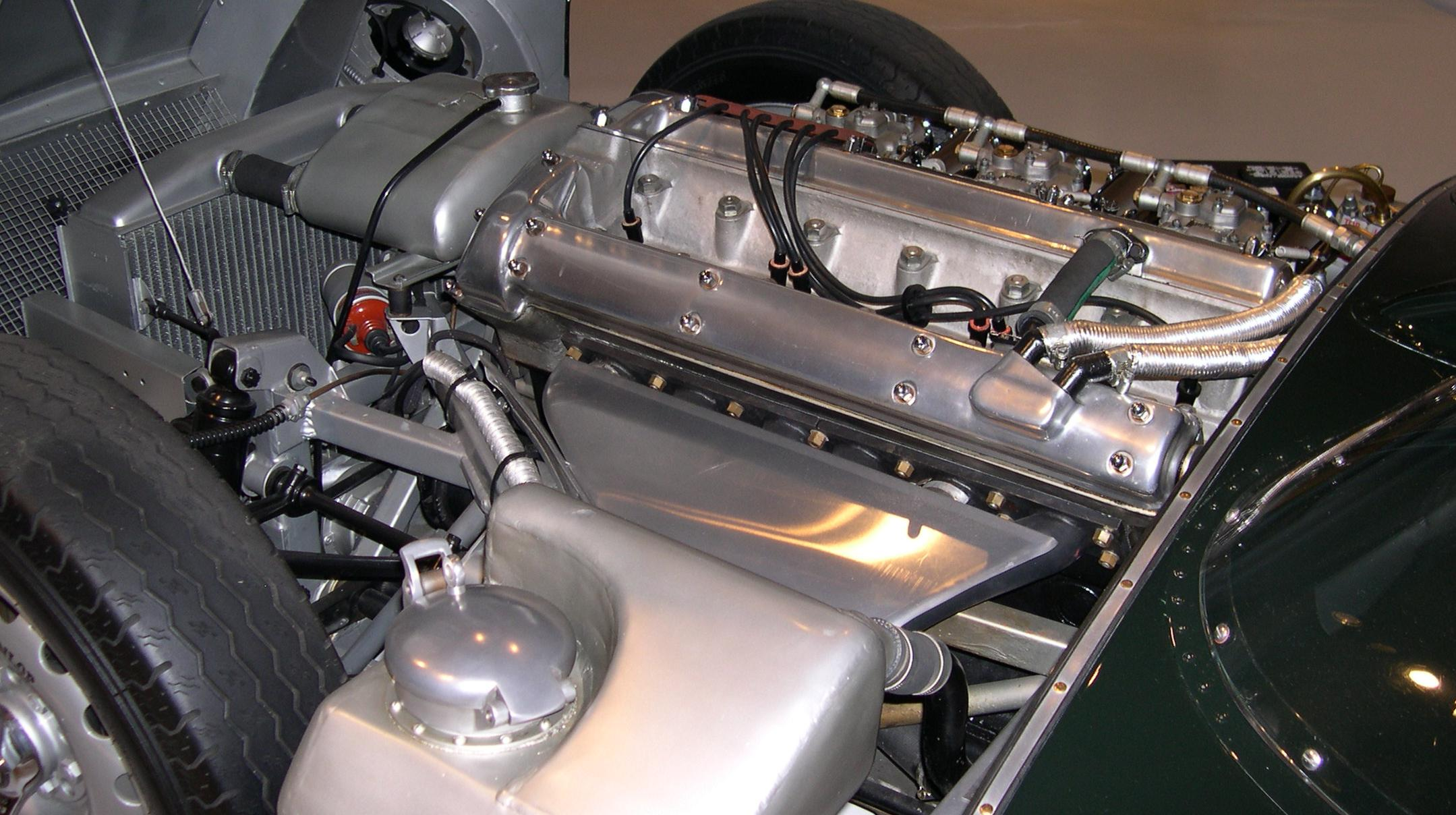
Motor Jaguar XK6 de doble árbol de levas en cabeza, 3,4 litros y seis cilindros en línea

El diseño aplicó tecnología aeronáutica, revolucionaria en ese momento. La "bañera", o sección de la cabina, era de construcción monocasco, en su mayoría compuesta por láminas de aleación de aluminio. Su forma elíptica y su sección transversal comparativamente pequeña proporcionaron rigidez a la torsión y una resistencia aerodinámica reducida. Al mamparo delantero se adjuntó un subchasis de tubo de aluminio para el motor, el conjunto de dirección y la suspensión delantera. La suspensión trasera y la transmisión final se montaron en el mamparo trasero. El combustible se almacenaba en la cola y los diseñadores siguieron la práctica de la aviación al utilizar una bolsa deformable de la División de Aviación de Marston en lugar de un depósito convencional.
La influencia aerodinámica fue en parte el resultado del trabajo de Malcolm Sayer, quien se había unido a Jaguar tras un período con la Bristol Aeroplane Company durante la Segunda Guerra Mundial y a continuación intervino en el diseño del C-Type. El D-Type requería un área frontal mínima. Para reducir la altura del motor XK, se desarrolló la lubricación con cárter seco, y se ha dicho que el área frontal del automóvil también se optimizó inclinando el motor a 8,5° de la vertical (lo que requería introducir el abultamiento del capó descentrado). Philip Porter, en su libro "Jaguar Sports Racing Cars", dice que "[una] razón más probable era proporcionar espacio adicional para los tubos del ariete que alimentan los tres carburadores Weber de doble estrangulador". La reducción de la resistencia de los bajos contribuyó a la alta velocidad máxima del automóvil. Para la larguísima recta de Mulsanne del circuito de Le Mans, se montó una aleta detrás del piloto con el fin de mejorar la estabilidad aerodinámica del vehículo. En la temporada de 1955, los coches de fábrica fueron equipados con un morro más largo, lo que alargó el auto en 7,5 pulgadas (19,1 cm) y aumentó aún más la velocidad máxima; y además el carenado del reposacabezas y la aleta aerodinámica se combinaron como una sola unidad que suavizó la aerodinámica y ahorró peso.
Mecánicamente, compartía muchas características con el C-Type saliente. Su suspensión delantera y trasera y el innovador sistema de frenos de disco integral se mantuvieron, al igual que el motor XK. Aparte del nuevo sistema de lubricación, el motor se revisó más a medida que avanzaba el desarrollo durante la vida de competición del D-Type. En particular, en 1955, se introdujeron válvulas más grandes, junto con una culata asimétrica para adaptarse a sus nuevas dimensiones.
Elementos de la forma de la carrocería y muchos detalles de construcción se utilizaron en el Jaguar E-Type desde 1961 hasta 1969.

## Historia en competición

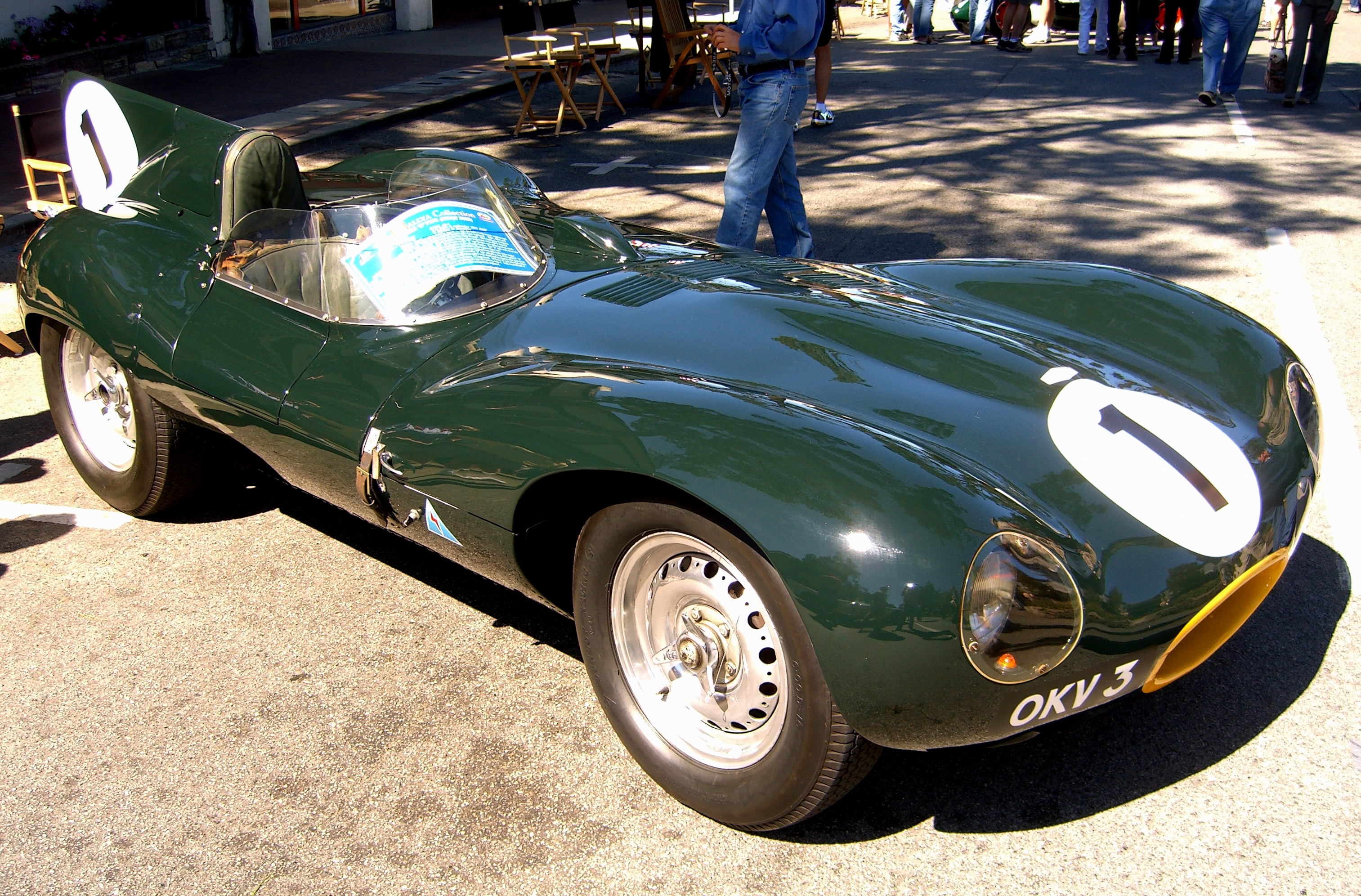
D-Type XKD403, ganador de las 12 Horas de Reims de 1954

Se esperaba que los Jaguar D-Type presentados por un equipo bajo el liderazgo del gerente de carreras de Jaguar, Lofty England, desempeñaran un buen papel en su debut en la carrera de las 24 Horas de Le Mans de 1954. Durante la prueba, los coches se vieron obstaculizados por la falta de gasolina causada por problemas con los filtros de combustible, lo que requirió paradas en boxes para su eliminación, después de lo cual el Jaguar conducido por Duncan Hamilton y Tony Rolt fue escalando posiciones para terminar a menos de una vuelta del Ferrari ganador. La superioridad aerodinámica del D-Type era evidente por su velocidad máxima de 172,8 millas por hora (278,1 km/h) en la recta de Mulsanne, en comparación con las 160,1 millas por hora (257,7 km/h) del Ferrari de 4.9 litros. Tres semanas después, el D Type ganó la carrera de resistencia de las 12 horas de Reims.
Para 1955, los coches se modificaron con carrocería de morro largo y motores mejorados con válvulas más grandes. En Le Mans 1955, demostraron ser competitivos frente a los Mercedes-Benz 300 SLR, que se esperaba que ganaran. El D-Type de Mike Hawthorn tenía una pequeña ventaja sobre el Mercedes de Juan Manuel Fangio cuando otro coche del equipo Mercedes estuvo involucrado en el accidente más catastrófico de la historia del automovilismo. El piloto Pierre Levegh y más de 80 espectadores perdieron la vida, mientras que muchos más resultaron heridos.
Mercedes se retiró de la carrera, pero Jaguar optó por continuar, y el D-Type conducido por Hawthorn y Ivor Bueb ganó la prueba.

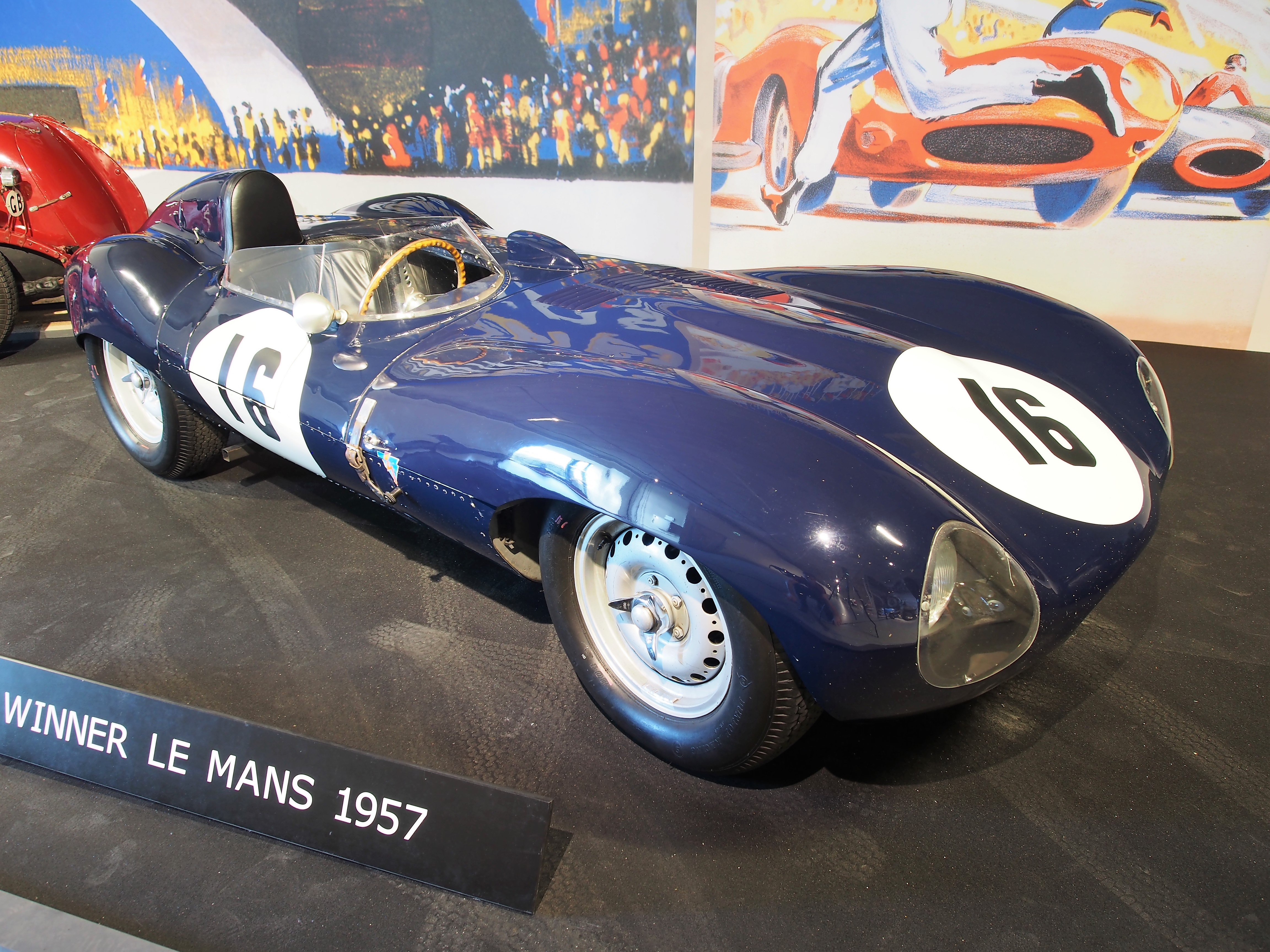
D-Type XKD606, ganador de las 24 Horas de Le Mans de 1957, pintado con la librea de la "bandera azul" metálica de la Ecurie Ecosse

Mercedes se retiró del automovilismo al final de la temporada de 1955 y Jaguar volvió a entrar en Le Mans en 1956. Aunque solo uno de los tres coches de fábrica inscritos terminó la prueba (en sexto lugar), la carrera fue ganada por un D-Type del pequeño equipo Ecurie Ecosse basado en Edimburgo, pilotado por Ron Flockhart y Ninian Sanderson, que superaron a los equipos de fábrica de Aston Martin y de la Scuderia Ferrari.
En Estados Unidos, el equipo de Cunningham al volante de varios D-Type. En 1955, por ejemplo, un automóvil de fábrica de 1954 prestado a Cunningham ganó las 12 Horas de Sebring en manos de Mike Hawthorn y de Phil Walters, y en mayo de 1956 las inscripciones del equipo para la carrera de coches deportivos del campeonato nacional de Cumberland en Maryland incluyeron cuatro D-Type pintados de blanco y azul inscritos por Cunningham. Conducidos por John Fitch, John Gordon Benett, Sherwood Johnston y el propietario del equipo Briggs Cunningham, terminaron cuarto, quinto, séptimo y octavo, respectivamente.
Aunque Jaguar se retiró del automovilismo al final de la temporada de 1956, 1957 resultó ser el año más exitoso del D-Type. El motor de 3,8 litros de los Jaguar D-Type ocupó cinco de los seis primeros lugares en Le Mans, y la Ecurie Ecosse, con un apoyo considerable de Jaguar, terminó en primer y en segundo lugar, el mejor resultado en la historia de las carreras del D-Type.
Las reglas para la carrera de Le Mans en 1958 limitaron la cilindrada de los motores a tres litros para los coches deportivos de carreras, lo que puso fin al dominio del D-Type de 3,8 litros. Jaguar desarrolló una versión de 3 litros para impulsar los D-Type en las carreras de Le Mans de 1958, 1959 y 1960, pero resultó poco fiable, y en 1960 ya no producía suficiente potencia para ser competitivo.
El D-Type nunca más logró un podio en Le Mans. Su éxito decayó a medida que disminuía el apoyo de Jaguar y los coches de los fabricantes rivales se volvían más competitivos, aunque a partir de 1960 el D Type continuó siendo durante tres años o más uno de los coches a batir en las carreras de clubes y eventos nacionales.

## XKSS

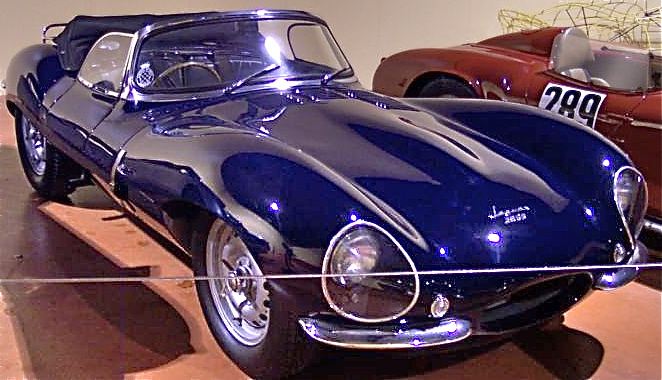
XKSS equipado para circular por carretera

Después de que Jaguar se retiró temporalmente de las carreras como equipo de fábrica en 1956, la compañía ofreció los restantes D-Type sin terminar como versiones XKSS, cuyo equipamiento de carretera adicional incluía el asiento del pasajero, la puerta del lado del pasajero, ventanas laterales, parabrisas enmarcado de ancho completo y limpiaparabrisas, interior tapizado, capota de tela y parachoques. Estos cambios permitieron que pudiera participar en las carreras estadounidenses para automóviles deportivos de producción en serie.
En la noche del 12 de febrero de 1957, se produjo un incendio en la fábrica de Jaguar de Browns Lane, que destruyó nueve de los 25 automóviles que estaban en varias etapas de finalización. Con las plantillas y las herramientas también destruidas, el siniestro terminó con la producción de la versión XKSS, aunque Jaguar transformaría posteriormente dos D-Type adicionales que no habían sido parte de la producción prevista del XKSS.
En marzo de 2016, Jaguar anunció que completaría el pedido original de 25 unidades construyendo a mano los nueve roadster XKSS restantes con la especificación original exacta y asignándoles los números de chasis de los coches destruidos por el fuego. Se esperaba que las reproducciones de "continuación" se vendieran por más de 1 millón de libras esterlinas cada una.

## Continuación del Jaguar D-Type

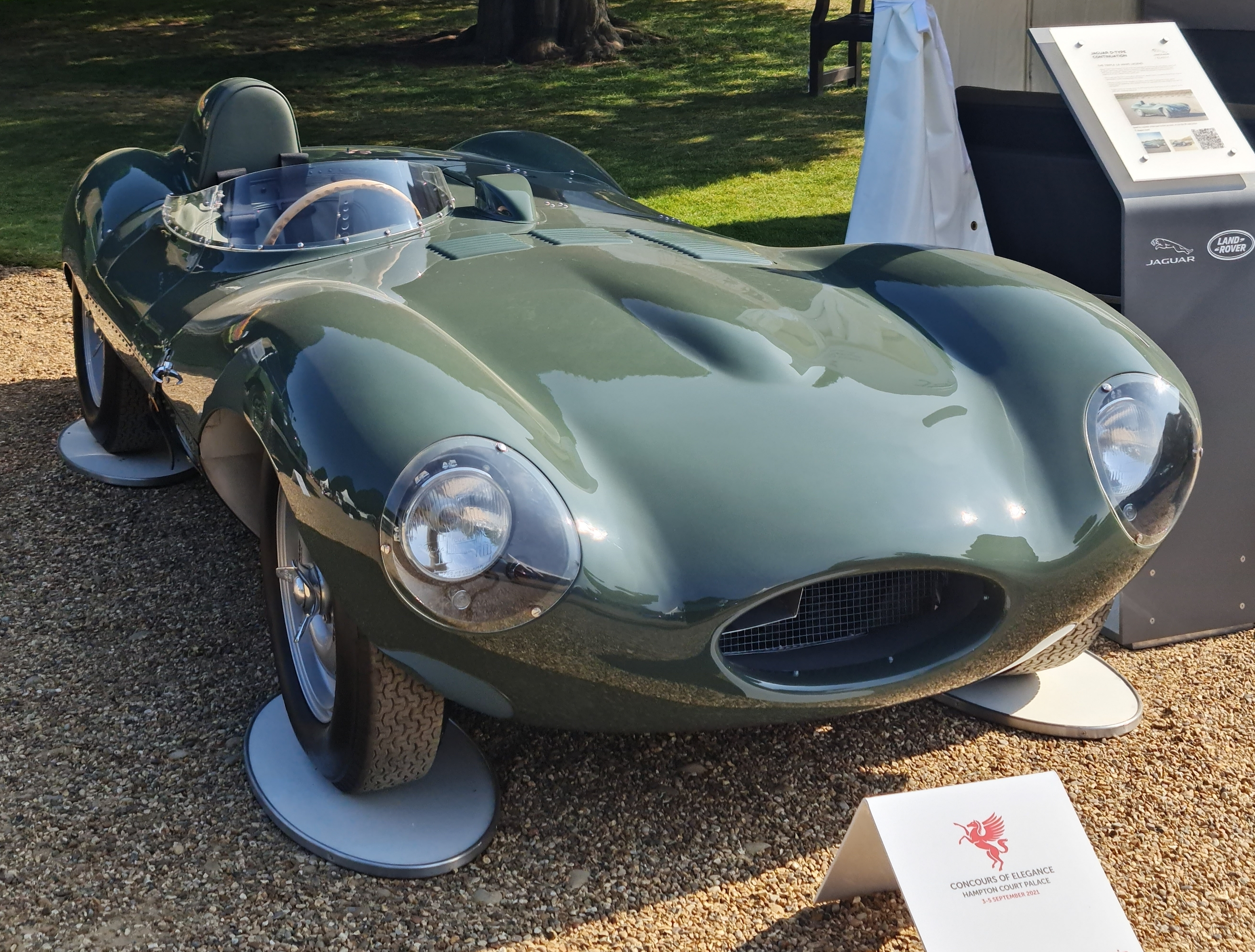
Un Jaguar D-Type de continuación en el concurso de Hampton Court de 2021

Jaguar anunció la producción planificada de 25 vehículos de "continuación" tipo D que se construirán a mano en el taller de Warwickshire, Reino Unido para completar el objetivo original de Jaguar de producir 100 automóviles basados en el tipo D (los últimos veinticinco de los cuales se convertirán en versiones XKSS legales para la carretera). Las opciones disponibles incluyen carrocería de nariz corta de 1955 o de nariz larga de 1956.
Dado que Jaguar originalmente tenía la intención de construir 100 D-Type, y asignó 100 números de chasis para ellos,  la compañía afirma que los 75 XKSS que construyó en la década de 1950, más las 25 nuevas unidades (construidas en dos entregas, 16 en 1957 y 9 más a partir de 2016), permiten completar los 100 números de chasis originales. Se desconoce qué números se asignarían a los 25 tipo D adicionales de "continuación".
El vehículo se presentó en el Salón Rétromobile 2018 de París.

## Valor
En la década de 1960, estos automóviles se consideraban simplemente coches de carreras obsoletos y comúnmente cambiaban de manos por cantidades que oscilaban entre los 3000 y los 5000 dólares. Sin embargo, en 1999 se estableció un récord de venta por un valor de 1.706.000 libras esterlinas. El primer D-Type de producción en fábrica (XKD-509) se vendió en una subasta de Bonhams por 2.201.500 de libras en julio de 2008.
Un modelo de 1955 se vendió en una subasta de RM Sotheby's en Monterrey en 2016 por 21.780.000 dólares (£ 16.641.143 libras). Este es el Jaguar más caro jamás vendido en una subasta hasta la fecha.